# Les Révoltes logiques
Les Révoltes logiques est une revue française du Centre de recherche des idéologies de la révolte, ayant fait paraître seize numéros aux éditions Solin, entre 1975 et 1981.

## Historique
Cofondée par les philosophes Geneviève Fraisse, Jean Borreil et Jacques Rancière, elle rompt avec la pensée de Louis Althusser et se tourne vers celle de Michel Foucault.
Le collectif d'intellectuels « Révoltes logiques » fut chargé de la publication de cette revue.

### Les Révoltes logiques (numéros de la revue)
- Centre de Recherche sur les Idéologies de la Révolte, Les Révoltes logiques, Solin, 1975 (lire en ligne), numéros 1 à 15, plus le numéro spécial de février 1978.

### Articles
- Kristin Ross (trad. de l'anglais), Mai 68 et ses vies ultérieures, Bruxelles/Paris/Paris, Éditions Complexe, 2005, 125 - 130 p. (ISBN 2-8048-0020-2, OCLC 69984156, lire en ligne)
- Vincent Chambarlhac, « « Nous aurons la philosophie féroce ». Les Révoltes logiques, 1975-1981 - Ent’revues », Ent’revues,‎ janvier 2013 (lire en ligne, consulté le 21 juin 2017)
- Vincent Chambarlhac, « Faire retour (Les Révoltes logiques, Mai 68 et ses vies antérieures) », Revue électronique dissidences [en ligne], Numéro 3 - Printemps 2012, 5 mars 2012, sur revuesshs.u-bourgogne.fr, 5 mars 2012 (consulté le 21 juin 2017)